# Bonjesusa
Bonjesusa es un cultivar de higuera de tipo higo común Ficus carica, unífera (con una sola cosecha por temporada, los higos de otoño), con higos de epidermis de color de fondo negro intenso con sobre color azul rojizo. Se cultiva en la colección de higueras de Montserrat Pons i Boscana en Llucmajor, Islas Baleares.

## Sinonimia
- „sin sinónimo“,[4][6][7]

## Historia
Actualmente la cultiva en su colección de higueras baleares Montserrat Pons i Boscana, rescatada de un ejemplar o higuera madre localizada en el predio "Míner" término de Llucmajor. El esqueje fue proporcionado por Josep Sacarés i Mulet, de la colección de variedades de su higueral.
La variedad 'Bonjesusa' denominada así por sentimientos religiosos, es poco conocida y apreciada, a pesar de que cubre una temporada en que hay relativa escasez de variedades en plena maduración.

## Características
La higuera 'Bonjesusa' es una variedad unífera de tipo higo común. Árbol de vigorosidad elevada, buen porte con elevado desarrollo, copa redondeada, densa de ramaje esparcido y follaje regular, con emisión de rebrotes bajo. Sus hojas son de 3 lóbulos son la mayoría, menos de 5 lóbulos y pocas de 1 lóbulo. Sus hojas con dientes presentes márgenes ondulados, con un ángulo peciolar obtuso. 'Bonjesusa' tiene poco desprendimiento de higos, un rendimiento productivo bajo y periodo de cosecha medio. La yema apical cónica de color verde amarillento.
Los frutos de la higuera 'Bonjesusa' son higos de un tamaño de longitud x anchura:45 x 38mm, con forma esférica, que presentan unos frutos medianos-grandes, simétricos de forma, uniformes de dimensiones que no presentan frutos aparejados ni tienen formaciones anormales, de unos 33,130 gramos en promedio, de epidermis con consistencia dura y medio áspera, grosor de la piel grueso, con color de fondo negro intenso con sobre color azul rojizo. Ostiolo de 3 a 5 mm con escamas pequeñas rosadas. Pedúnculo de 2 a 4 mm cilíndrico verde rojizo. Grietas ausentes o longitudinales escasas y muy finas. Costillas poco marcadas. Con un ºBrix (grado de azúcar) de 21 dulce un poco ácido, con color de la pulpa rojo intenso. Con cavidad interna mediana, con aquenios medianos en buena cantidad. Los frutos maduran durante un periodo de cosecha medio, de un inicio de maduración de los higos sobre el 6 de septiembre al 18 de octubre. Rendimiento productivo medio y periodo de cosecha medio.
Se usa como higos frescos en alimentación humana y frescos y secos en alimentación de ganado porcino y ovino. Difícil abscisión de pedúnculo y mediana facilidad de pelado. Bastante resistentes a las lluvias, a la apertura del ostiolo y al transporte. Poco susceptibles al desprendimiento.

## Cultivo
'Bonjesusa', se utiliza como higos frescos en alimentación humana y frescos y secos en alimentación de ganado porcino y ovino. Se está tratando de recuperar de ejemplares cultivados en la colección de higueras baleares de Montserrat Pons i Boscana en Llucmajor.